# やえかのカルテ
『やえかのカルテ』とは武田日向による日本の漫画作品である。「月刊コミックドラゴン」の2001年5月号から2003年4月号まで連載され、「月刊ドラゴンエイジ」に移籍後は2003年5月号から同年の9月号まで連載された。

## ストーリー
動物を愛する獣医見習いのやえかと仲間たちのコミカル・ストーリー。

## 舞台設定
- この作品は現代の日本とパラレル関係にある場所で、北海道をモデルにした北海道州（この世界での日本は州制度をとっている）を舞台としている。
- やえか達の通う学校は、エリザベル・モースによって設立された獣医または動物に関する職業のための学校「モース獣医学校（E・Morse Veterinary School）」。この学校は初等部・中等部・高等部・大学部・大学院が併設されて寮も完備されていて、研究施設や大学病院、動物保護施設も隣接している。

## 登場人物

### すずの動物病院関係者
本草 やえか（ほんぞう -）
主人公。研修中の獣医見習い。動物を愛してやまない。感情の起伏が激しい。
如月 芹奈（きさらぎ せりな）
やえかの上級生で優等生。
朝霞 鈴乃（あさか すずの）
研修中のやえかと違い、獣医学校の卒業生で一人前の獣医。

### やえかの同級生
船越 水葉（ふなこし みずは）
やえかの同級生で幼なじみ。「南にある海の近くの動物病院（名前不明）」で研修中。
市村 球貴（いちむら たまき）
芹奈に強く憧れている。「商店街にある動物病院（名前不明）」で研修中。
堤 偲（つつみ しのぶ）
「動物の声がきこえる特殊能力」を持つ。動物学、獣医学等を研究するため、大学院の研究所に勤務させられている。相手の感情が分かるが故に、積極性にかけるところがある。

### やえかの上級生（芹奈の同級生）
日下 周（くさか あまね）
優等生の芹奈を目の敵にしている。北海道州の指導者になるという広大な夢を持つ。研修地不明（しかし作中には牧場のような場所でのイラストはある）。
勝木 真琴（かつき まこと）
「猫のテーマパーク（名前不明）」で研修中。芹奈の親友で世話屋。

### その他登場人物
芹奈の兄
名前不明。鈴乃の同級生で獣医。現在でも親友として接している。

## サブタイトル+登場動物
1. 「EVERYDAY WITH ME」オカメインコ（モモ）
2. 「WATER DOG」ラブラドール・レトリバー（マグ）　用語：水難救助犬
3. 「SEASIDE NOTE」イソガニ
4. 「THROUGH THE VIEWINDER」キビタキ
5. 「AT HOME ALONE」
6. 「DAY AND NIGHT（前編）」モルモット（メイ）　植物：ユリ
7. 「DAY AND NIGHT（中編）」
8. 「DAY AND NIGHT（後編）」
9. 「SCHOOL DAY」ペンギン（デイジー）
10. 「WHALE WATCHING」イカ、クジラ
11. 「SPECIAL NIGHT」ハト
12. 「STAMPLESS LETTERS」セミ、トンボ
13. 「ALL THE WAY」ヒツジ、牧羊犬
14. 「BOND」
15. 「COMPOSITION」
16. 「LACKS（前編）」
17. 「LACKS（後編）」
18. 「BIRDCALL」ボウシインコ（マーキー）
19. 「THANK YOU」
20. 「PARENTS」
21. 「TRAINNING」
22. 「MEETING HALFWAY」フェレット（ミント）　用語：臭腺
23. 「FRIENDS」ロバ（ロコ）
24. 「CHOICE」　用語：卵秘
25. 「CONTRACT（前編）」
26. 「CONTRACT（後編）」
27. 「REMEMBER」

## 単行本
1. 2002年5月1日初版発行 ISBN 4049261960
2. 2003年3月1日初版発行 ISBN 4049262193
3. 2004年3月1日初版発行 ISBN 4049262436

## ドラマCD
2004年8月27日にフロンティアワークスより発売。

### キャスト
- 本草やえか：南央美
- 朝霞鈴乃：久川綾
- 如月芹奈：氷上恭子
- 船越水葉：斎藤千和
- 市村珠貴：渡辺明乃
- 勝木真琴：生天目仁美
- 堤偲：新谷良子
- 日下周：大原さやか

## カラーイラスト
やえかのカルテ終了後に、「やえかのエアメール」という見開き2ページのカラーイラストを連載していた。全7回。